# Thinobius longicornis
Thinobius longicornis är en skalbaggsart som beskrevs av J. Sahlberg 1874. Thinobius longicornis ingår i släktet Thinobius, och familjen kortvingar. Arten har ej påträffats i Sverige.